# 德凯
德凯（Dekai）是印度尼西亚巴布亚省的一个城镇，也是亚胡基摩县的实际行政中心，亚胡基摩县正式行政中心在苏摩哈伊（Sumohai）。苏摩哈伊位于德凯以北二十五公里，由于苏摩哈伊基础设施缺乏，亚胡基摩县行政中心在德凯。2010年普查，德凯所在的苏摩区（印尼语：Distrik Sumo）共3,419人。
城镇位于布拉扎河（印尼语：Sungai Brazza）边，德凯诺普格利亚机场位于城镇西北。

## 资料来源
1. ↑  Biro Pusat Statistik, Jakarta, 2011.